# Sonatina (Ravel)
La Sonatina per a piano (en francès Sonatine) de Maurice Ravel va ser composta pel músic francès entre el 1903 i el 1905; la va dedicar a Cipa i Ida Godebski, parents amics del compositor. Va ser estrenada a Lió el 10 de març de 1906 per la pianista francesa Paule de Lestang.
L'obra va ser escrita per a participar en un competició organitzada per una revista, que va fracassar; va ser l'únic competidor. Sobretot, és en aquesta obra que Ravel es va donar a conèixer com a pianista durant la seva gira americana de l'any 1928.
La denominació de sonatina, voluntàriament reductora en oposició a les vastes sonates per a piano heretades del romanticisme encara de moda en aquell temps, no ha de fer subestimar la qualitat de l'obra que compta entre les millors temptatives del gènere al llarg del segle xx.
L'estructura de l'obra està dividida en tres moviments:
- Modéré (en fa sostingut menor)
- Mouvement de Menuet (en re bemoll major)
- Animé (en fa sostingut menor)

La seva execució dura aproximadament 13 minuts

## Audició
- [[Media:|Sonatine: 2. Mouvement de Menuet]] (?·[[:Fitxer:|pàg.]])